# Boyacá
Boyacá – departament Kolumbii, jeden z dziewięciu pierwotnych  "Stanów Zjednoczonych Kolumbii".
Boyacá jest położony w centralnej Kolumbii, ze stolicą w  Tunja.
Boyacá jest znany jako "Ziemia Wolności" ponieważ region ten był miejscem bitew o niepodległość Kolumbii. Pierwsza miała miejsce 20 lipca 1810 w Pantano de Vargas, a ostatnią, decydującą bitwę stoczono  7 sierpnia 1819 przy Puente de Boyacá.
W Boyacá znajdują się trzy uniwersytety : Universidad Pedagógica y Tecnológica de Kolumbia (UPTC), Universidad de Boyacá (UNIBOYACA), i Universidad Santo Tomás.
Departament jest podzielony na 13 prowincji i dwa specjalne okręgi.

## Gminy
Almeida, Aquitania, Arcabuco, Belén, Berbeo, Betéitiva, Boavita, Boyacá, Briceño, Buenavista, Busbanzá, Caldas, Campohermoso, Cerinza, Chinavita, Chiquinquirá, Chíquiza, Chiscas, Chita, Chitaraque, Chivor, Ciénega, Cómbita, Coper, * Corrales, Cubará, Cucaita, Cuítiva, Duitama, El Cocuy, El Espino, Firavitoba, Floresta, Gachantivá, Gámeza, Garagoa, Guacamayas, Guateque, Guayatá, Güicán, Iza, Jenesano, Jericó, Labranzagrande, La Capilla, La Uvita, La Victoria, Macanal, Maripí, Miraflores, Mongua, Monguí, Moniquirá, Motavita, Muzo, Nobsa, Nuevo Colón, Oicatá, Otanche, Pachavita, Páez, Paipa, Pajarito, Panqueba, Pauna, Paya, Paz de Río, Pesca, Pisba, Puerto Boyacá, Quípama, Ramiriquí, Ráquira, Rondón, Saboyá, Sáchica, Samacá, San Eduardo, San José de Pare, San Luis de Gaceno, San Mateo, San Miguel de Sema, San Pablo de Borbur, Santa María, Santa Rosa de Viterbo, Santa Sofía, Santana, Sativanorte, Sativasur, Siachoque, Soatá, Socha, Socotá, Sogamoso, Somondoco, Sora, Soracá, Sotaquirá, Susacón, Sutamarchán, Sutatenza, Tasco, Tenza, Tibaná, Tibasosa, Tinjacá, Tipacoque, Toca, Togüí, Tópaga, Tota, Tunja, Tununguá, Turmequé, Tuta, Tutazá, Úmbita, Ventaquemada, Villa de Leyva, Viracachá, Zetaquira